# Talestris (amazona)
Talestris, (en grec, Θάληστρις, Thalestris), fl. 334 aC, va ser una reina de les Amazones.

## Talestris i Alexandre el Gran
Segons la col·lecció de llegendes de la mitologia grega, El romanç d'Alexandre, la reina Talestris, van donar 300 amazones a Alexandre el Gran, amb l'esperança d'engendrar una raça de nens tan forts i intel·ligents com ell. Segons aquesta llegenda, ella es va quedar amb el rei macedoni durant 13 dies i nits amb l'esperança que el gran guerrer engendrés una noia amb ella.
No obstant això, diversos biògrafs d'Alexandre disputen aquesta afirmació, inclosa la segona font més valorada, Plutarc. Ell esmenta a 14 autors, alguns dels quals creuen en la història (sobretot Onesícrit i Clitarc), mentre que altres ho veuen com una ficció pura (principalment Aristòbul de Cassandria, Cares de Mitilene, Ptolemeu I Sòter i Duris de Samos).
En els seus escrits, Plutarc esmenta el moment en què el segon comandant naval d'Alexandre, Onesícrit, estava llegint el passatge de les Amazones de la història d'Alexandre al rei Lisímac de Tràcia, qui va estar present en l'expedició original; diu que el rei va somriure i va dir: «On estava jo, llavors?»
Els erudits moderns qualifiquen la història com llegenda. Potser darrere de la llegenda hi ha la història d'un rei escita que va oferir la seva filla en matrimoni a Alexandre, segons va escriure el general Antípater.

## Cultura
- Talestris és també el nom d'un personatge de la novel·la històrica de Mary Renault, The King Must Die.
- Beaumarchais es refereix breument a la relació romàntica entre Talestris i Alexandre el Gran en Les noces de Fígaro.
- Talestris es troba entre les 999 dones que figuren al Heritage Floor, en l'obra contemporània The Dinner Party (1979), de Judy Chicago. El seu nom està associat amb les Amazones.[5]